# Прей, Гюнтер
Гюнтер Прей (нем. Günter Prey); 13 апреля 1930, Берлин, Веймарская Республика — 7 мая 1983, Берлин, ГДР) — восточногерманский государственный деятель, министр науки и техники ГДР (1967—1974).

## Биография
Родился в семье торговца.
Член СЕПГ с 1953 г. В 1949 г. окончил химико-инженерный техникуме в Гросс-Берлине по специальности «техническая химия». В 1959 г. заончно окончил Дрезденский технический университет с присуждением квалификации инженера-экономиста.
С 1949 по 1951 г. работал химиком на заводе «Пласта Эркнер». После повышения квалификации в химико-инженерном техникуме (1951/52) получил квалификация инженера химической промышленности.
- 1952—1953 гг. — начальник производственного отдела «Пласта Эркнер»,
- 1953—1959 гг. — главный инспектор Центральной комиссии по государственному контролю по химической промышленности,
- 1959—1960 гг. — заместитель начальника строительства,
- 1960—1966 гг. — директор химического комбината «Губен»,
- 1966—1967 гг. — заместитель министра химической промышленности ГДР.
- 1967—1974 гг. — министр науки и техники ГДР. Одновременно с 1968 г. — заместитель председателя Научно-исследовательского совета ГДР.
- 1974—1982 гг. — вновь занимал должность заместителя министра химической промышленности ГДР.

С 1982 г. — директор Центрального информационного института химической промышленности в Берлине-Йоханнистале.
Член ЦК СЕПГ (1964—1971).

## Награды и звания
Был награжден орденами «За заслуги перед Отечеством» (ГДР) 2-й (1970) и 3-й (1965) степени. 
«Заслуженный химик Германской Демократической Республики» (1979).